# Contea di Stevens (Kansas)
La contea di Stevens in inglese Stevens County è una contea dello Stato del Kansas, negli Stati Uniti. La popolazione al censimento del 2010 era di 5 724 abitanti. Il capoluogo di contea è Hugoton.

## Geografia fisica
Secondo lo United States Census Bureau, la contea ha una superficie di 1884 km² di cui 1883 km² è terra (99.95%) e 1 km² (0,02%) acque interne.

### Contee confinanti
- Contea di Grant (nord)
- Contea di Haskell (nord)
- Contea di Seward (est)
- Contea di Texas, Oklahoma (sud)
- Contea di Morton (ovest)
- Contea di Stanton (nordovest)

## Storia
La contea è stata fondata il 3 agosto 1886 e prende il nome da Thaddeus Stevens, un politico americano particolarmente celebre per il ruolo ricoperto durante la Guerra di secessione americana, in cui fu uno dei maggiori sostenitori dell'abolizione della schiavitù.
Il 25 luglio 1888, la contea fu teatro di un massacro tra gruppi di Hugoton e Woodsdale, dove furono uccisi 4 uomini.

### Evoluzione demografica

Piramide delle età

## Infrastrutture e trasporti

### Strade
- U.S. Route 56
- Kansas Highway 25
- Kansas Highway 51

## Geografia antropica

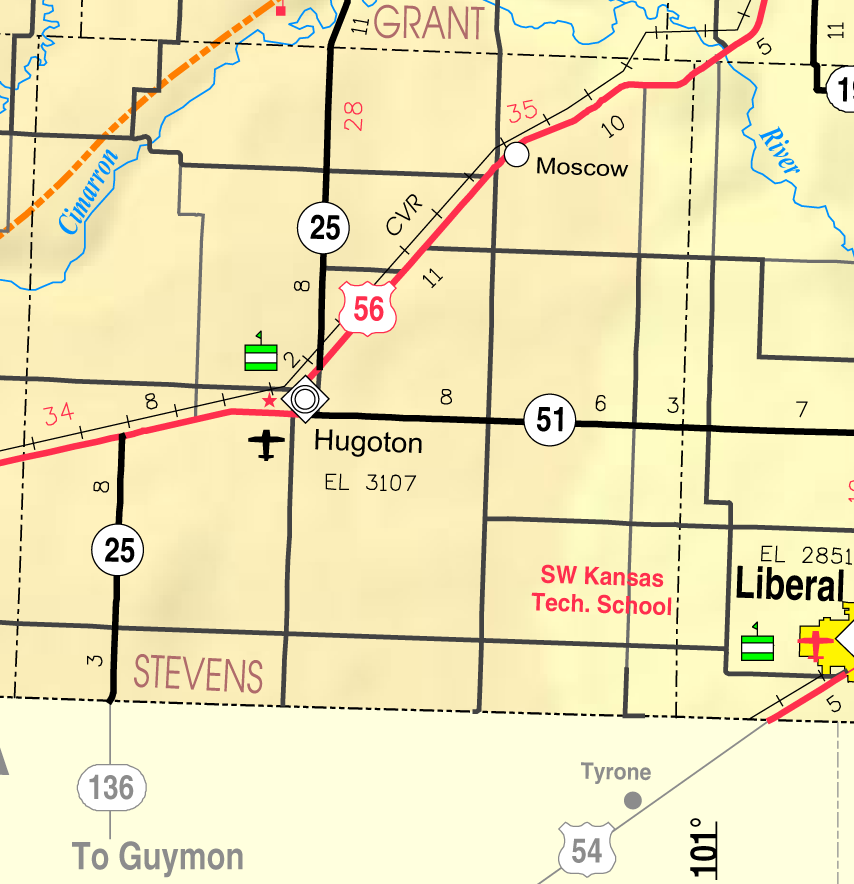

### Città
- Hugoton
- Moscow

### Area non incorporata
- Woodsdale

### Township
La contea di Stevens è divisa in sei township.
Le Township della contee sono:
- Banner
- Center
- Harmony
- Moscow
- Voorhees
- West Center